# John Gordon (Lord)
Lord John Gordon (mort en 1517) est un noble écossais.

## Biographie
Il est (après la mort de son frère George, mort prématurément) le plus âgé des fils d'Alexander Gordon, 3e comte de Huntly et de sa première épouse Lady Jean Stewart, fille du comte d'Athol. John Gordon est fait Lord Gordon en 1501.
John épouse Margaret Stuart, fille illégitime de Jacques IV d'Écosse et de sa maîtresse Margaret Drummond (en), en novembre 1512. John et Margaret reçoivent alors Badenoch et d'autres terres en cadeau du père de Margaret, le roi Jacques IV.
John Gordon est décédé en 1517 à Perth, en Écosse ; il est enterré à l'abbaye de Kinloss à Moray. Comme John est mort avant son père, Alexander, 3e comte de Huntly, le comté est passé directement à son fils aîné, George Gordon, 4e comte de Huntly, décédé en 1562 à la Bataille de Corrichie. Son deuxième fils, Alexander Gordon, est archevêque de Glasgow, les Îles et Galloway. Son troisième fils est James Gordon, Chancelier de Moray .
Après la mort de John, Margaret, sa veuve, épouse Sir John Drummond d'Innerpeffray.